# Panmela Castro
Panmela Castro (Rio de Janeiro, 26 juin 1981), également connue sous le nom d'Anarkia Boladona,, est une artiste et militante brésilienne. Son travail aborde, de manière confessionnelle, les rapports établis avec son vécu et les questionnements sur le corps de l'autre en dialogue avec le vôtre, entre autres liés à l'altérité comme la critique culturelle féministe. L'artiste a son travail reconnu à l'échelle nationale et internationale, et ses œuvres font partie de plusieurs collections à travers le monde. Elle est considérée par O Globo comme l'une des artistes les plus importantes de l'art contemporain brésilien,.

## Biographie
Panmela est née et a grandi dans le quartier de Penha, une banlieue de Rio de Janeiro. Bachelière en peinture de l'École des Beaux-Arts de l'Université Fédérale de Rio de Janeiro et Master en Processus Artistiques Contemporains de l'Institut des Arts de l'Université d'État de Rio de Janeiro, son art est influencé par les questions liées à la corporéité et au dialogue avec la ville urbaine.
Panmela, qui se dit mélangée au Brésil, a été élevée comme une fille blanche par sa famille conservatrice de la classe moyenne inférieure à Penha, Rio de Janeiro.
Sa mère, Mme Elizabeth, a fait face à une série de difficultés financières et a connu quelques épisodes de violence domestique avec son premier mari, jusqu'à ce qu'elle décide de s'enfuir et de se marier à un autre homme, qui lui a offert une vie plus digne et a élevé Panmela comme une fille. Bien que, lorsqu'elle a eu 15 ans, son nouveau père a déclaré faillite. C'est à cet âge que l'artiste, encore très jeune, doit travailler pour aider aux charges du ménage.
Artiste de rue née à Rio de Janeiro en 1981. Son travail de rue s'inspire de son vécu lié à la vie dans la rue et à la lutte contre le sexisme. Elle est nommée en 2013 comme jeune leader globale par le Forum économique mondial. Depuis les années 2010, elle connaît une audience internationale.

## Parcours
Dans un environnement familial déstabilisé, Panmela Castro abandonne la maison de ses parents et décide de vivre à Manguinhos, connue comme l'une des favelas les plus dangereuses de la ville de Rio. Pour garantir les dépenses de sa nouvelle réalité[pas clair], elle a commencé à dessiner des gens dans la rue, et facturait aux personnes représentées un réal par dessin.
Adoptant le pseudonyme d'Anarkia Boladona, lors de sa participation au mouvement graffiti carioca - alors composé majoritairement d'hommes, étant Panmela la première fille de sa génération à escalader des immeubles pour pulvériser son étiquette[pas clair], en plus d'avoir fait des interventions illégales dans toute la ville. Dès lors, elle a commencé à se consacrer aux premiers graffeurs et a été l'une des premières graffeuses à peindre des trains dans la ville de Rio.
En 2005, Panmela Castro a été battue et maintenue en détention illégale, et à partir de ce moment-là, la peinture a été conservée sur les peintures murales, où elle a pu exprimer l'expérience traumatisante de la violence domestique[pas clair]. Elle en est venue à comprendre le graffiti comme une forme de dénonciation. Cette histoire se répercute encore aujourd'hui dans ses tableaux et ses performances.

## Performance
Parallèlement au graffiti, l'artiste (qui a déjà adopté son nom civil comme nom artistique) a commencé, dans ses œuvres, à provoquer et à polémiquer avec la rue et avec les vérités établies du patriarcat, notamment par rapport au corps féminin, à la sexualité et la subjectivité, en analysant les relations de pouvoir. Elle a révoqué la création de restriction de sa production artistique, comprenant l'art comme son propre mode de vie[pas clair]. Ainsi, ses expériences personnelles, ses attitudes intimes, ses choix de parcours non conventionnels et son dialogue avec la rue seraient pour elle le processus le plus important, l'œuvre elle-même.
Sa première performance publique a eu lieu à l'exposition Eva. En 2016, elle présente ses deux performances séquentielles : "Porquê ?" au Musée Bispo do Rosário Arte Contemporânea, où elle a marché avec une immense robe rose et s'est gratté sur la poitrine avec un rasoir le mot Pourquoi ?, et "Imitação da Rosa", où elle a invité le public à parcourir le Musée de la République dans une robe siamoise.

## Peinture
Après une longue période dans le graffiti et la performance, Panmela Castro revisite ses souvenirs d'enfance et de jeunesse, récupère sa formation académique et revient à la production d'une série de peintures dans lesquelles elle expose ses désirs et ses dilemmes en tant qu'artiste qui, bien qu'étant internationalement connue et non vivant plus dans la précarité, doit faire face aux fragilités de la vie, notamment celles évoquées par le passé[pas clair]. Dans ses peintures actuelles, Panmela aborde des problèmes de sa vie quotidienne, comme on[Qui ?] le voit dans la série Expurgo, des souvenirs, comme présenté dans la série Saudade et même des problèmes de négligence, d'acceptation et de racisme structurel, comme exposés dans la série Mulheres Negras Não Recebem Flores.

## Rede Nami et Travail Social
Elle a formé Rede Nami, un réseau urbain où des artistes urbaines féminines sensibilisent à l'inégalité des sexes à travers l'art public, les graffitis et des ateliers à Rio. Rede Nami organise également des ateliers au Brésil pour les femmes et les filles, leur enseignant la violence domestique et leur enseignant l'art du graffiti.

## Reconnaissances et Prix
Cette section ne s'appuie pas, ou pas assez, sur des sources secondaires ou tertiaires indépendantes du sujet.

Pour l'améliorer, ajoutez-en, ou placez des modèles {{Source secondaire souhaitée}} ou {{Source secondaire nécessaire}} sur les passages mal sourcés. (janvier 2024)
Aujourd'hui, Panmela promeut sa mission dans différentes parties du monde en partageant sa vision à travers des conférences, des expositions et des ateliers, lors de festivals et de forums - des Nations unies, de l'Organisation des États américains, de la Fondation Rosa Luxemburg, de la famille Ayara, Festival Manifesto, FASE et Caramundo. En plus de réaliser des murales et d'exposer dans plusieurs pays, elle a reçu de nombreux prix et reconnaissances, dont le prix Hutúz du graffeur de la décennie en 2009 et les Vital Voices Global Leadership Awards dans la catégorie droits de l'homme, rejoignant ainsi le groupe des lauréats, comme la présidente chilienne Michelle Bachelet, la pionnière de la lutte contre la traite des femmes Somaly Mam, le lauréat du prix Nobel Muhammad Yunus et la secrétaire américaine Hillary Clinton. En 2012, elle a été honorée par la Fondation de la famille Diller Von Furstenberg avec les DVF Awards de la célèbre créatrice de mode Diane von Fürstenberg avec d'autres femmes telles qu'Oprah Winfrey. Elle est entrée dans la liste de Newsweek Magazine comme l'une des 150 femmes qui « secouent " dans le monde et en 2017 a été nommé dans la liste W Magazine de 18 noms d'activistes de la nouvelle génération qui font la différence.